# 62 ق هـ
62 ق هـ هي السنة الثانية والستون السابقة للهجرة النبوية، وهي توافق ما بين سنتي 561 و562 حسب التقويم الميلادي، أي أنها بدأت في سنة 561م وانتهت في سنة 562م.